# Conescharellina crassa
Conescharellina crassa is een mosdiertjessoort uit de familie van de Conescharellinidae. De wetenschappelijke naam van de soort is, als Lunulites crassa, voor het eerst geldig gepubliceerd in 1880 door Tenison Woods.